# Orthopyxis minor
Orthopyxis minor är en nässeldjursart som först beskrevs av John Fraser 1938.  Orthopyxis minor ingår i släktet Orthopyxis och familjen Campanulariidae. Inga underarter finns listade i Catalogue of Life.